# Mieczetnyj (rejon biełokalitwiński)
Mieczetnyj (ros. Мечетный) – chutor w Rosji, w obwodzie rostowskim, w rejonie biełokalitwińskim. W 2010 liczył 203 mieszkańców.